# Igel (Mosel)

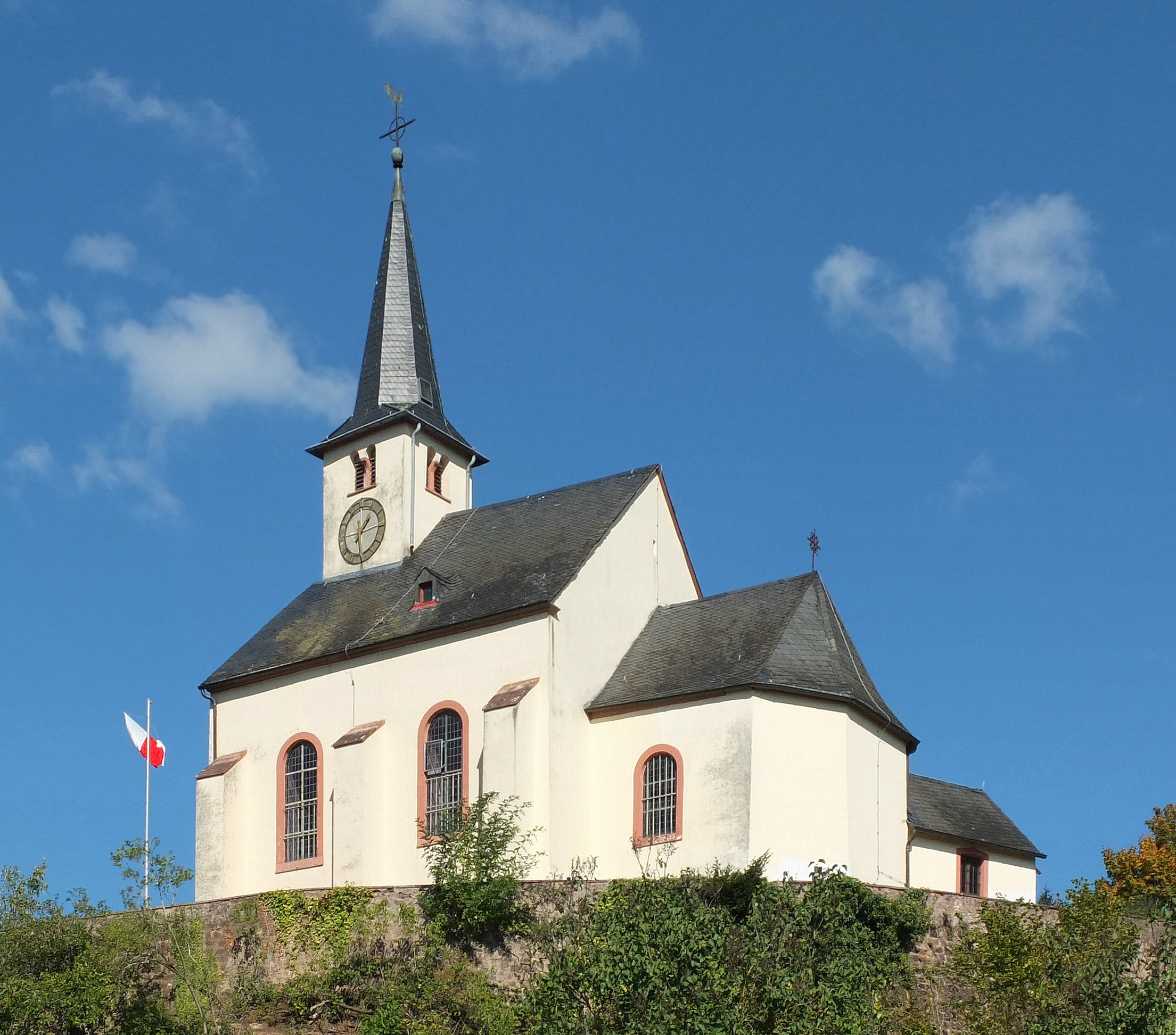
Alte Pfarrkirche Sankt Dionysius

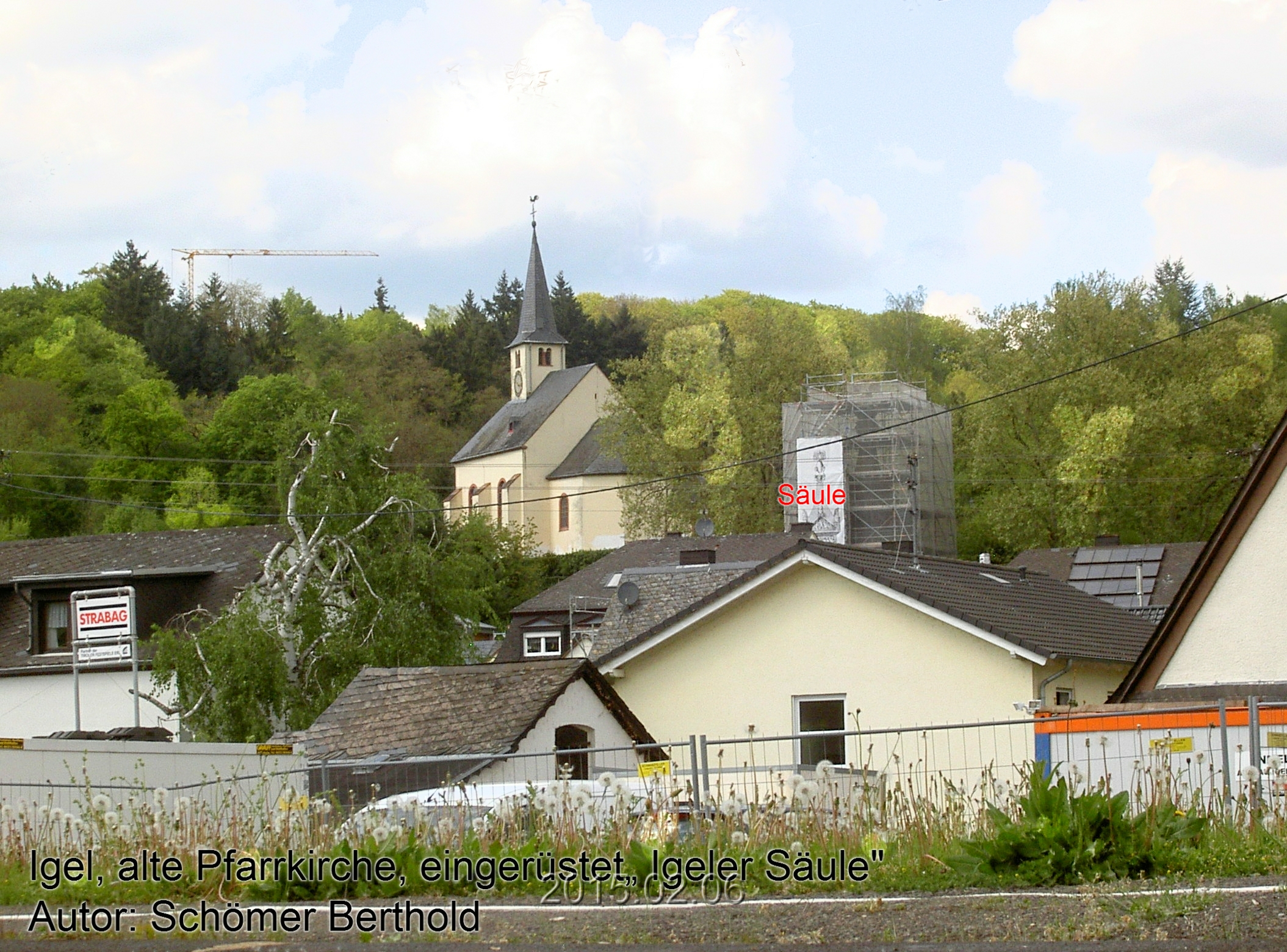
Alte Pfarrkirche, „Igeler Säule“ eingerüstet

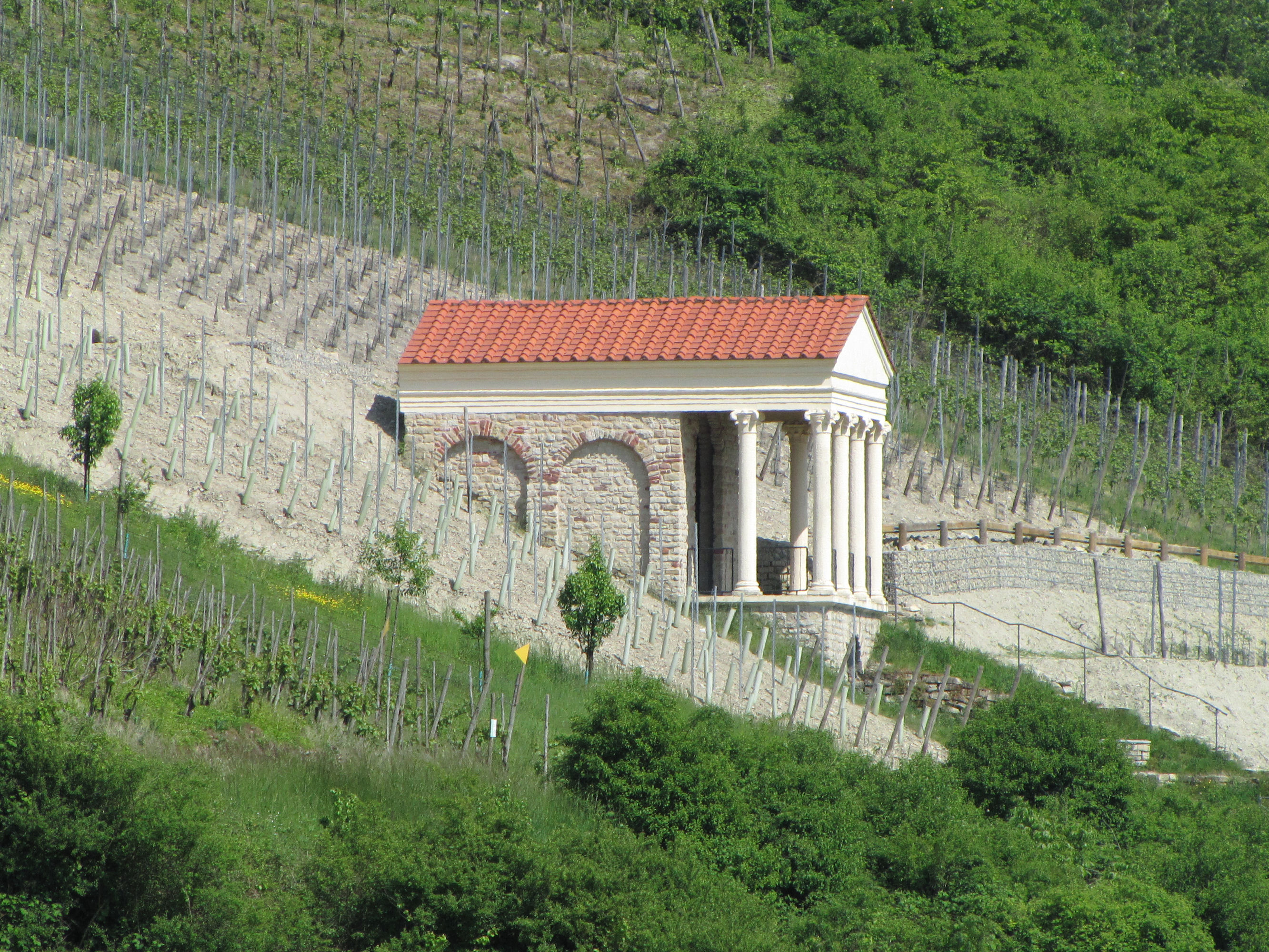
Das Grutenhäuschen im Weinberg bei Igel/Mosel

Igel ist eine Ortsgemeinde im Landkreis Trier-Saarburg in Rheinland-Pfalz. Sie gehört der Verbandsgemeinde Trier-Land an. Historisch wie optisch herausragendes Monument ist ein römisches Grabmal, die Igeler Säule.

## Geographie

### Lage
Igel liegt am linken Moselufer westlich von Trier nahe der Grenze zu Luxemburg, unmittelbar flussabwärts der Einmündung des deutsch-luxemburgischen Grenzflusses Sauer ebenfalls am linken sowie gut einen Kilometer flussaufwärts der Einmündung der Saar am gegenüberliegenden Moselufer. Eine geologische Besonderheit ist die Igeler Verwerfung, eine tektonische Verschiebung von Buntsandstein- und Kalksteinfelsen am „Igeler Berg“. Sie setzt sich über die Mosel hinweg fort und lässt sich vom gegenüberliegenden „Liescher Berg“ aus gut beobachten.

### Gemeindegliederung
Die Gemeinde gliedert sich in zwei Ortsteile und einer Anzahl von Wohnplätzen (Einwohnerzahlen am 30. April 2020):
| Ortsteil  | Zugehörende Wohnplätze                        | Einwohner |
| --------- | --------------------------------------------- | --------- |
| Igel      | Haus Schau ins Land, Heintzhof, Löwener Mühle | 1.816     |
| Liersberg |                                               | 298       |

## Name
Zu den in den Quellen belegten historischen Namensformen gehören Agullia (929), Auvilla (984), Egela (1052–1145), Egla (1052–1195), Egele (12. Jh.), Egle (1220–1515), Egel (1400–1648), Egell (458–1541), Eggel (1501–1528), Eegel (um 1540) und schließlich das bis heute verwendete Igel.
Der Ortsname Igel leitet sich einer weit verbreiteten Ansicht nach von der Adlerfigur (Adler = lat. aquila, frz. aigle, engl. eagle [iːɡɫ]) her, welche als Symbol des römischen Gottes Jupiter die Spitze der Igeler Säule zierte und von der noch heute Reste erhalten sind. Diese Theorie wurde schon 1512 durch den Humanisten Willibald Pirckheimer vertreten. Der Kunsthistoriker Eberhard Zahn führte den Namen Igel demgegenüber auf das mittellateinische Wort „agulia“ zurück, die mittelalterliche Bezeichnung für die Obelisken in Rom. (Vgl. auch das französische Wort aiguille = [Fels-]Nadel, [Turm-]Spitze.) Beide Varianten beziehen den Ortsnamen also auf das markanteste Bauwerk der Siedlung, die Igeler Säule. Die Vertreter beider Theorien vermuten außerdem einen Zusammenhang (etwa in Form einer gemeinsamen Herkunft) des Namens Igel mit dem Begriff Eigelstein, mit dem hochaufragende, oft mit Adlern bekrönte antike Grabdenkmäler vor allem im Rheinland bezeichnet wurden.
Eine dritte Hypothese dagegen leitet den Namen Igel dagegen von der keltischen beziehungsweise keltoromanischen Bezeichnung Aquila/Aquela für ein Fließgewässer ab, die sich auf den Bach durch den Ort beziehen soll und aus dem sich über die frühen Namensformen Agullia und Egela die heutige Form entwickelt habe.

## Geschichte
Nach der Eroberung des Landes Gallien (58–51 v. Chr.) und des Gebietes der keltischen Treverer (um 50 v. Chr.) verblieb das Trierer Land bis um 450 n. Chr. unter römischer Herrschaft. Innerhalb dieses Zeitabschnitts entstand Igel aus einer Siedlung in der Nähe der Villa der Tuchfabrikanten- und Großgrundbesitzerfamilie der Sekundinier. Das Anwesen konnte noch nicht erkundet werden.
Es gibt eine Gemarkung „Königsacht“, wo heute das Neubaugebiet „Am Deibach“ ist. Das jetzige Bahngelände, das bis zu 5 m aufgeschüttet ist, gehörte vor dem Bahnbau teilweise zur „Königsacht“. Bei den Bauarbeiten „Am Deibach“ für Kanal, Strom, Gas, Keller wurde nichts gefunden; offen bleiben also noch Untersuchungen im Bahnhofsbereich. Die Frage, warum dieses Gebiet „Königsacht“ heißt, ist noch ungeklärt.
Weiter westlich, bei der Löwener Mühle in den Weinbergen wurden mehrere römische Münzen gefunden. Untersuchungen an und unter der „Igeler Säule“, dem Grabmal der Sekundiner, im Jahre 1911 haben ergeben, dass unter oder in der Nähe des Denkmals keine Grabkammer vorhanden ist. Etwa 1,6 km weiter westlich vom Grabmal befindet sich allerdings eine römische Grabkammer, die im Volksmund „das Grutenhäuschen“ (Grut = Grotte) genannt wird. Es wurde auf den Resten der ursprünglichen Grabkammer 1962 vom Landesmuseum in Trier restauriert. 2001 wurden die oberen und vorderen Teile des ursprünglichen Tempels rekonstruiert, so dass es der Besucher heute betrachten kann, wie es ursprünglich ausgesehen hat.
Um 275/276 wurde Igel vermutlich wie viele andere Städte und Dörfer in der Gegend bei den Einfällen der Alemannen und Franken in Schutt und Asche gelegt. Um 700 schenkte der fränkische König Childerich III. unter dem Hausmeier Pippin von Heristal (678–714) dem Erzbischof Lutwinus (695–713) in Trier seinen Besitz, das ehemalige Secundinier-Landgut in Igel. Vermutlich wurde schon um diese Zeit in Igel eine Kirche errichtet, die dem heiligen Dionysius geweiht war. An den Ostertagen des Jahres 882 wurden die Stadt Trier und das umliegende Land, so auch Igel, beim zweiten Normanneneinfall erneut geplündert und verwüstet. Die Igeler Säule überstand diesen Normannensturm. Sie wurde aber bereits im Mittelalter durch das Herausreißen der Eisenklammern beschädigt. Im Jahre 929 wurde Igel erstmals urkundlich erwähnt. Es ist eine Schenkungsurkunde eines gewissen Megingaud, der damit drei Hufen Land, Weinberge und Zubehör in „Villa Aguilla“ der Trierer Abtei St. Maximin vermacht. Im Jahre 984 erschien „Auvilla“ vermutlich unter den Orten, deren Schenkung an das Kloster Saint-Paul in Verdun Kaiser Otto III. bestätigte (Regesta Imperii II 959).
An der Stelle der um 700 errichteten Kirche wurde etwa 1250 eine neue Pfarrkirche erbaut. Sie wurde dem hl. Dionysius geweiht, weil der Ort im Besitz einer Reliquie von ihm ist. Dieser Heilige ist auch der Schutzpatron der Gemeinde. 1712 waren Chor und Kirchenschiff verfallen, 1756 war die Kirche nur noch eine Ruine. 1759/1760 wurde sie wieder aufgebaut unter Einbezug des romanischen Turms. 1953/54 wurde die jetzige Pfarrkirche an anderer Stelle errichtet, da die bisherige Kirche zu klein geworden war. Sie blieb baulich erhalten.
Igel wurde 1816 Sitz der Bürgermeisterei Igel. Von 1912 bis zu ihrer Zerstörung 1945 überspannte bei Igel eine inoffiziell Hindenburgbrücke genannte Eisenbahnbrücke die Mosel, gebaut zur Entlastung der älteren und noch heute bestehenden Konzer Moselbrücke unterhalb der Saarmündung.
Am 16. März 1974 wurde die bis dahin selbständige Gemeinde Liersberg nach Igel eingemeindet. Ebenfalls in der zweiten Hälfte des 20. Jahrhunderts entstand mit der Siedlung Schauinsland ein neuer, räumlich getrennter Wohnplatz.
Bevölkerungsentwicklung
Die Entwicklung der Einwohnerzahl von Igel bezogen auf das heutige Gemeindegebiet; die Werte von 1871 bis 1987 beruhen auf Volkszählungen:
| Jahr | Einwohner |
| 1815 | 406       |
| 1835 | 666       |
| 1871 | 694       |
| 1905 | 745       |
| 1939 | 1.177     |
| 1950 | 1.006     |

| Jahr | Einwohner |
| 1961 | 1.203     |
| 1970 | 1.180     |
| 1987 | 1.873     |
| 1997 | 2.068     |
| 2005 | 2.019     |
| 2023 | 2.136     |

## Politik

### Gemeinderat
- WGG: 7
- CDU: 9

Der Ortsgemeinderat in Igel besteht aus 16 Ratsmitgliedern, die bei der Kommunalwahl am 9. Juni 2024 in einer personalisierten Verhältniswahl gewählt wurden, und dem ehrenamtlichen Ortsbürgermeister als Vorsitzendem.
Die Sitzverteilung im Ortsgemeinderat:
| Wahl | SPD | CDU | WGS a | WGK b | WGG c | WGi+ d | Gesamt   |
| ---- | --- | --- | ----- | ----- | ----- | ------ | -------- |
| 2024 | –   | 9   | –     | –     | 7     | –      | 16 Sitze |
| 2019 | –   | 6   | –     | 4     | 4     | 2      | 16 Sitze |
| 2014 | 3   | 7   | 6     | –     | –     | –      | 16 Sitze |
| 2009 | 2   | 9   | 5     | –     | –     | –      | 16 Sitze |
| 2004 | 4   | 7   | 5     | –     | –     | –      | 16 Sitze |

### Bürgermeister
Franz Pauly (CDU) wurde am 17. Juli 2019 Ortsbürgermeister von Igel. Bei der Stichwahl am 16. Juni 2019 hatte er sich mit einem Stimmenanteil von 54,25 % durchgesetzt, nachdem bei der Direktwahl am 26. Mai 2019 keiner der ursprünglich vier Bewerber eine ausreichende Mehrheit erreicht hatte. Bei der Kommunalwahl 2024 stand Franz Pauly als einziger Bürgermeisterkandidat der Gemeinde Igel zur Wahl, erreichte eine Zustimmung von 74,7 % und bekleidet seitdem das Amt für weitere fünf Jahre (Stand: August 2024).
Paulys Vorgänger Franz-Josef Scharfbillig (CDU) hatte das Amt 25 Jahre ausgeübt, war 2019 aber nicht erneut angetreten.

## Kultur und Sehenswürdigkeiten

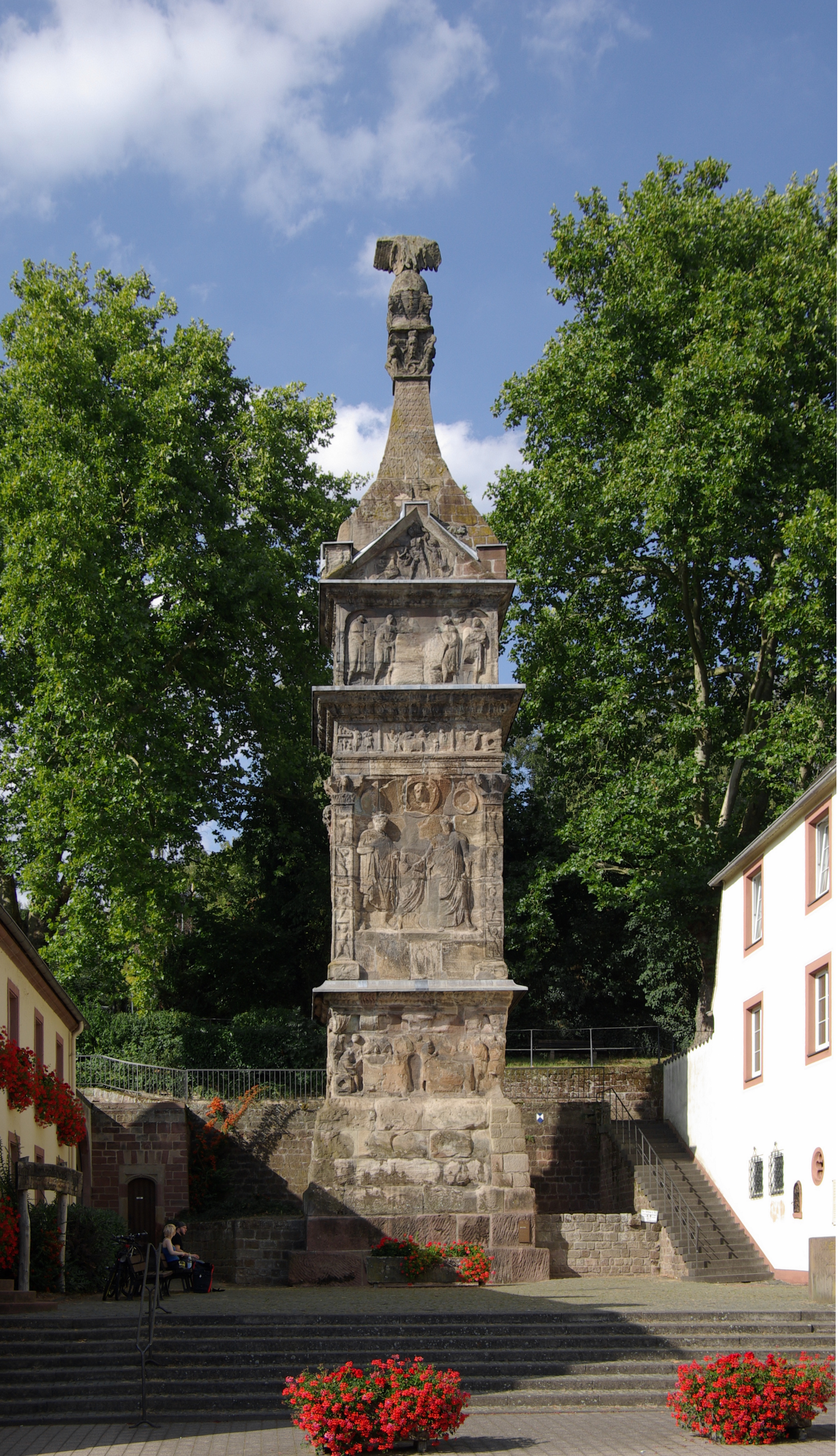
Igeler Säule

Igel ist bekannt durch die Igeler Säule (UNESCO-Welterbe). Dieses Baudenkmal aus der römischen Zeit ist ein circa 23 Meter hohes Grabdenkmal aus rotem Sandstein. Die Tuchkaufmanns- und Großgrundbesitzer-Familie der Secundinier ließ es in der Mitte des 3. Jahrhunderts errichten.
Sie ist etwa 9 km von der Römerbrücke in Trier entfernt. Das ergibt sich auch aus der Inschrift „L IIII“, die auf dem säulenförmigen Meilenstein im Relief in der Attika der Westseite des Denkmals (in der Mitte des Hintergrunds des von zwei Pferden gezogenen Reisewagens) zu finden ist. „L IIII“ bedeutet „Leugae quattuor“ = 4 Leugen = 4 gallische Meilen = ca. 9 km. Sie fiel im Mittelalter nicht der Zerstörung anheim, da man die Dreifigurengruppe auf der Frontseite für eine Darstellung der Hochzeit des römischen Kaisers Constantius Chlorus mit Flavia Iulia Helena Augusta, Eltern von Konstantin dem Großen, hielt.
Im Rheinischen Landesmuseums in Trier steht im Innenhof eine Kopie des Originals, die mit der ursprünglichen Bemalung versehen wurde. Die Igeler Säule gehört zum UNESCO-Welterbe Römische Baudenkmäler, Dom und Liebfrauenkirche in Trier und ist das älteste Römerdenkmal seiner Art nördlich der Alpen.
Eine weitere Sehenswürdigkeit ist die romanische Gerichtslaube (Steinlaube oder „Pützhaus“), in der die Sitzungen des Igeler Schöffengerichts und die Gerichtsverhandlungen stattfanden.
Siehe auch: Liste der Kulturdenkmäler in Igel

## Vereine
Die Freiwillige Feuerwehr Igel sorgt für den Brandschutz und die allgemeine Hilfe rund um die Gemeinde. In der örtlichen Feuerwache am Feilenkreuz 2A befindet sich neben 2 Löschfahrzeugen seit 2014 auch ein Rettungs- und Transportboot (RTB), das aufgrund der Nähe zur Mosel nicht selten bei der Seenotrettung zum Einsatz kommt.  Seit 2011 bietet die dazugehörige Jugendfeuerwehr für Kinder und Jugendliche zwischen 10 und 16 Jahren einen Einblick in die Arbeit der Feuerwehr und bildet zukünftige Ersthelfer und Ersthelferinnen aus.
Freunde des Vereinssports finden in Igel den Handballsportclub (HSC) Igel e. V., den Sportschützenverein Igel 1978 e. V. sowie die Tennisvereinigung Igel 1975 e. V.
Zudem gibt es einen Fischerverein (Fischerverein Igel 1984 e. V.), einen Musikverein (MV Lyra Igel 1909 e. V.) und den 1970 gegründeten Karnevalverein ICV, der den jährlichen Karnevalsumzug und mehrere (Kinder-)Kappensitzungen ausrichtet.
Besondere Angebote für Jugendliche bietet der Igeler Jugendraum unterhalb des Bürgerhauses.
Seit 2022 finden im Rahmen des Projekts „Dorfmoderation Igel & Liersberg“, bei dem Entwicklungsziele und Projektideen für das Dorf geformt und umgesetzt werden, regelmäßig Aktionen wie Dorfcafés oder Bürgerwerkstätten statt.

## Verkehr

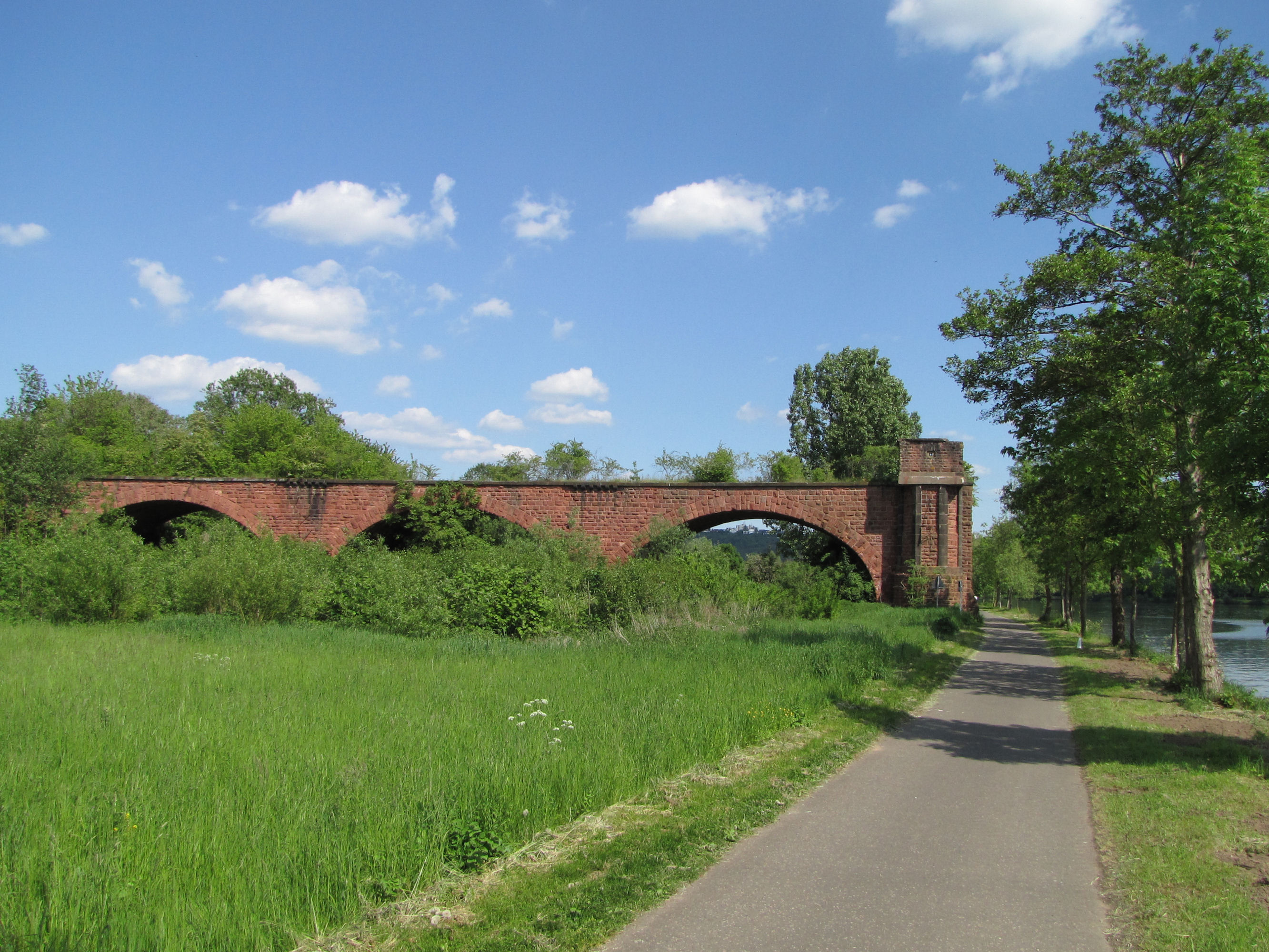
Erhaltener Brückenkopf der 1945 zerstörten sogenannten Hindenburgbrücke bei Igel

### Straße
Der Ort liegt an der Bundesstraße 49, die wenige Kilometer weiter in Wasserbilligerbrück an der luxemburgischen Grenze endet.
Igel ist Montags bis Freitags von 6 bis 18 Uhr im 30-Minuten-Takt sowie abends und am Wochenende im Stundentakt an das Trierer Stadtbusnetz angebunden.

### Schiene
Igel verfügt über einen Bahnhof entlang der Trierer Weststrecke. Der Haltepunkt wird vor allem durch Züge bedient, die ab der nahen Staatsgrenze über die Mosel-Syretal-Strecke (KBS 693) bis nach Luxemburg fahren. Es verkehrt die SÜWEX-Linie RE 11 (Koblenz Hbf – Cochem (Mosel) – Bullay – Wittlich – Trier Hbf – Wasserbillig – Sandweiler-Contern – Luxemburg-Gare). Auf der Trierer Weststrecke findet ab dem Abzweig zur Konzer Moselbrücke kein Personenverkehr statt; eine Reaktivierung, von der auch Igel profitieren könnte, ist in Planung. Bis 1968 war Igel Start- bzw. Zielbahnhof der Nims-Sauertalbahn Erdorf – Irrel – Igel (– Trier-West). Von 1912 bis zu ihrer Zerstörung 1945 überquerte bei Igel eine Eisenbahnbrücke, genannt Hindenburgbrücke, die Mosel.